# Попов, Атанас Трифонов
Атанас Трифонов Попов (13 января 1906, Горна-Липница, Великотырновская область, Княжество Болгария — ? 1972, София, Болгария) — болгарский растениевод и селекционер, член Болгарской АН (1958-72).

## Биография
Родился Атанас Попов 13 января 1906 года в селе Горна-Липница. Через некоторое время переезжает в Софию и поступает в Софийский университет, который успешно оканчивает в 1929 году. С 1929 по 1943 год работал в качестве частного растениевода и специализировался в области генетики и селекции. В 1943 году возвращается в Софийский университет и последующие 29 лет были связаны именно с данным университетом. С 1943 по 1947 год занимал должность профессора растениеводства агрономического факультета, с 1947 до самой смерти занимал должность декана.
Скончался Атанас Попов в 1972 году в Софии. Точная дата смерти Атанаса Попова неизвестна.

## Научные работы
Основные научные работы посвящены биологии и селекции сельскохозяйственных растений.
- Получил ряд новых высококачественных и высокоурожайных сортов табака, подсолнечника, свёклы и картофеля.
- Создал школу растениеводов Болгарии.
- Способствовал внедрению новых сортов и агротехнических приёмов в практику сельского хозяйства.

## Научные труды
- Растениеводство, 1961.

## Звания
- 1968 — Герой Социалистического Труда (НРБ).

## Список использованной литературы
- Биологи. Биографический справочник.— Киев.: 1984.— 816 с.: ил